# 木原和人
木原 和人（きはら かずと、1947年 - 1987年5月9日）は、日本の自然写真家（ネイチャー・フォトグラファー）。東京都生まれ。千葉県立千葉商業高等学校卒業。

## 経歴
10年間のサラリーマン生活をとおしてアマチュア・カメラマンとして活躍。各種フォトコンテストに入賞及び年度賞など多数。1976年に会社を退社。プロに転向し、ネイチャー・フォトのブームの牽引役となり、彼の影響を受けたカメラマン、著名人は多数。
1977年より3年間、月間「ベン」で「小さな四季」「自然との対話」を連載。
1987年5月9日未明に胃ガンで死去。40歳でこの世を去った。

## 写真展
- 「自然とのふれあい」（キヤノンサロン、1976年）
- 「一滴の自然」（富士フォトサロン、1979年）
- 「光と風の季節」（オリンパスギャラリー、1984年）
- 「ネイチャーフォト写真展」（富士フォトサロン、1985年）
- 「光のパレット」（富士フォトサロン 、1988年）

## 写真集
- 「てんとうむし」（世界文化社）
- 「みずのかたち」（世界文化社）
- 「こうげんのはな」（世界文化社）
- 「すながに」（世界文化社）
- 「光と風の季節」（日本カメラ社、1984年）
- 「接写のフルコース」（日本カメラ社）
- 「光のパレット」（グラフィック社、1988年）